# Едибаома, Либамбани
Либамбани Едибаома (фр. Libambami Yedibahoma; род. 13 января 1979, Того) — тоголезский футболист, который играл на позиции нападающего.

## Клубная карьера
Профессиональную карьеру начал в 1999 году в тунисском клубе «Клуб Африкэн». В декабре того же года помог клубу дойти до финала африканского Кубка обладателей кубков. Также стал обладателем национального кубка. В 2002 подписал контракт с ганской командой «Либерти Профешинолc». С 2005 по 2008 выступал за оманский клуб «Аль-Нахда», где в сезоне 2006/07 стал национальным чемпионом. Завершил карьеру в сезоне 2008/09 за команду «Аль-Талия».

## Карьера за сборную
В 1998 году дебютировал за национальную сборную Того в матче против сборной Сан-Томе и Принсипи, где также отметился забитым голом. Был включен в состав на Кубка африканских наций 2000 в Гане и Нигерии. Всего Едибаома сыграл за сборную 9 матчей и забил 1 гол.

## Достижения
- Финалист Кубка обладателей кубков КАФ: 1999
- Обладатель Кубка Туниса: 1999/2000
- Чемпион Омана: 2006/07